# Elite Football League of India 2013
La Elite Football League of India 2013 è stata la 2ª edizione dell'omonimo torneo di football americano.
La stagione è stata interrotta dopo 2 incontri.

## Squadre partecipanti
| Club               | Città     | Stadio | Sponsor ufficiale | Risultato nella stagione 2012 |
| ------------------ | --------- | ------ | ----------------- | ----------------------------- |
| Bangalore Warhawks | Bangalore |        |                   |                               |
| Delhi Defenders    | Delhi     |        |                   |                               |
| Hyderabad Skykings | Hyderabad |        |                   |                               |
| Kolkata Vipers     | Calcutta  |        |                   |                               |

## Stagione regolare
| 2013 | Delhi Defenders | 32 – 0 | Kolkata Vipers |  |

| 2013 | Hyderabad Skykings | 26 – 20 | Bangalore Warhawks |  |